# Cremastocheilus montanus
Cremastocheilus montanus är en skalbaggsart som beskrevs av Thomas Casey 1915. Cremastocheilus montanus ingår i släktet Cremastocheilus och familjen Cetoniidae. Inga underarter finns listade i Catalogue of Life.